# 200 Public Square
200 Public Square (произносится Ту Та́узенд Па́блик Скуэ́а) — офисный небоскрёб, расположенный по адресу: 200 Паблик-Скуэа, Кливленд, Огайо, США. Высота — 201 метр, 45 этажей. Третье по высоте здание города и четвёртое по высоте в штате.

## Описание
Небоскрёб имеет в плане форму наподобие знака ^ и таким образом параллелен одновременно двум улицам: Юклид-авеню и Супериор-авеню. К зданию примыкает 8-этажный атриум, где находятся три фонтана, водопад, около 1500 растений и несколько произведений искусств.
Основные параметры
- Строительство — с 1982 по 1985 год
- Высота — 200,6 метров
- Этажность — 45 этажей
- Лифтов: 36 + 10 эскалаторов
- Площадь помещений — 111 484 м²
- Парковка — 757 машино-мест
- Архитектор — HOK[англ.]

## История
В ноябре 1981 года компания Standard Oil of Ohio (Sohio) объявила о решении построить небоскрёб на главной площади города. В планах было превзойти Terminal Tower (216 метров) и таким образом стать самым высоким зданием города и всего штата, но городской совет настоял, что бы местная достопримечательность, Terminal Tower, осталась самым высоким зданием города (и штата).
Строительство началось в 1982 году со сноса двух исторических зданий: Cuyahoga Building 1892 года постройки и 16-этажного Williamson Building 1900 года постройки, а также ещё пяти незначительных домов. В 1985 году небоскрёб был готов, открылся он два года спустя. 55 % его на тот момент принадлежали Sohio, 45 % — BP. В 1998 году BP съехала из небоскрёба, переместив свою штаб-квартиру в Чикаго. Затем здание принадлежало Equity Office, потом Harbor Group International (с 2005 года). У небоскрёба несколько бывших названий, связанных с первыми его владельцами: Sohio Building, Standard Oil building, BP America Building, BP America Tower, BP Tower, BP Building, но в настоящее время он официально называется просто по своему фактическому адресу.

С июня 2011 года главным арендатором небоскрёба является банковская холдинговая компания Huntington Bancshares, которая разместила у самой крыши здания свой логотип.

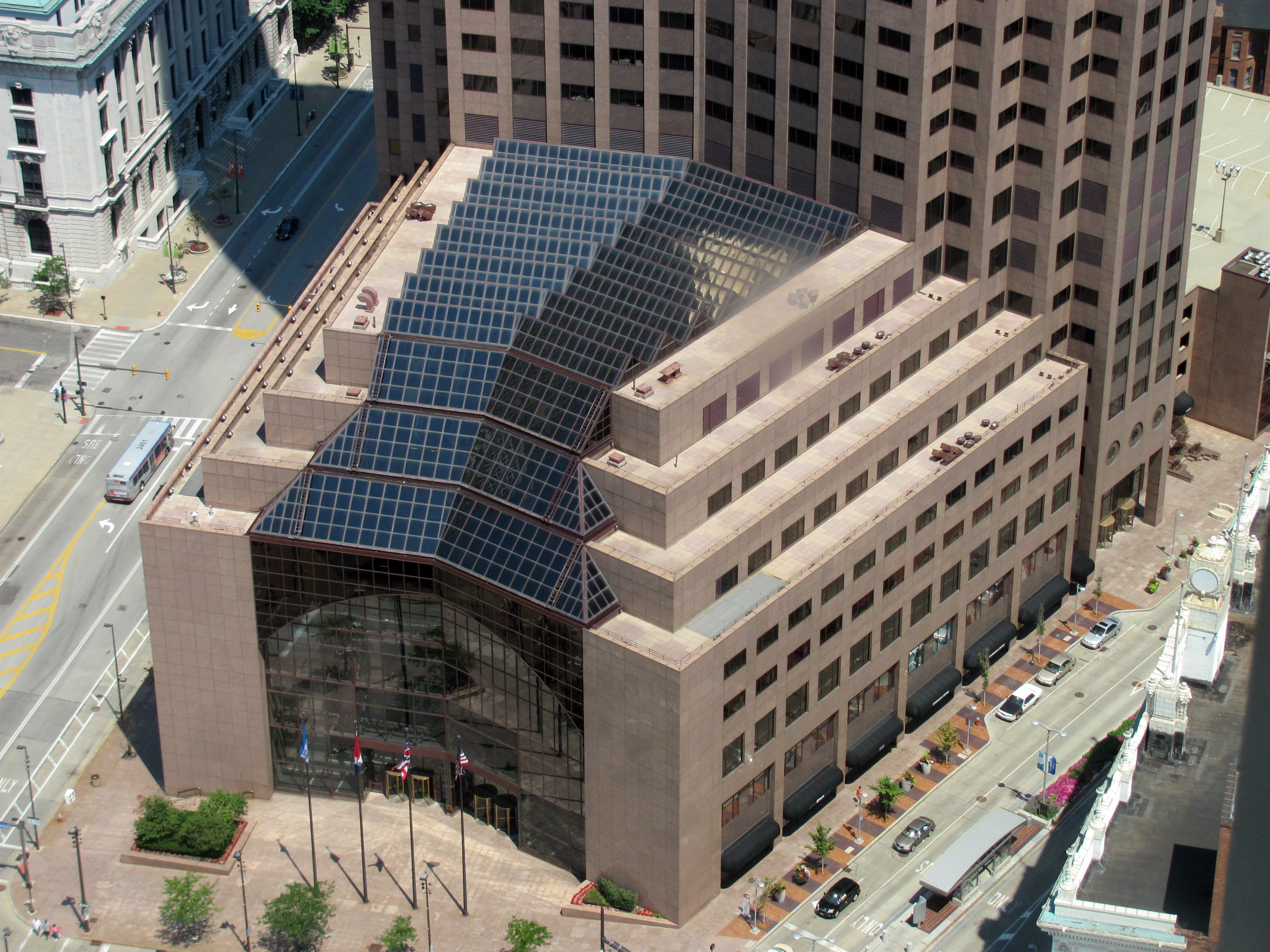
Атриум
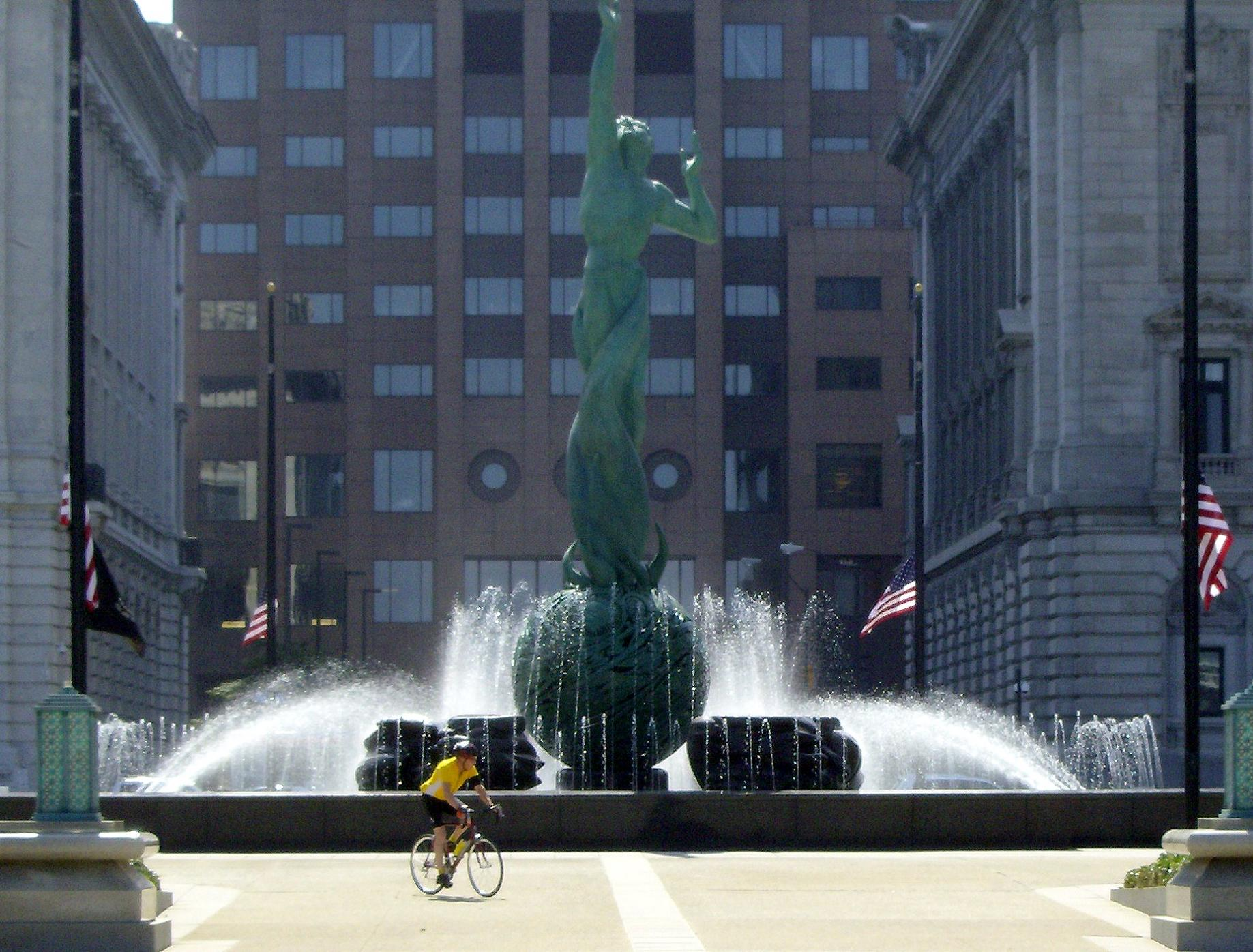
Фонтан «Вечная жизнь»
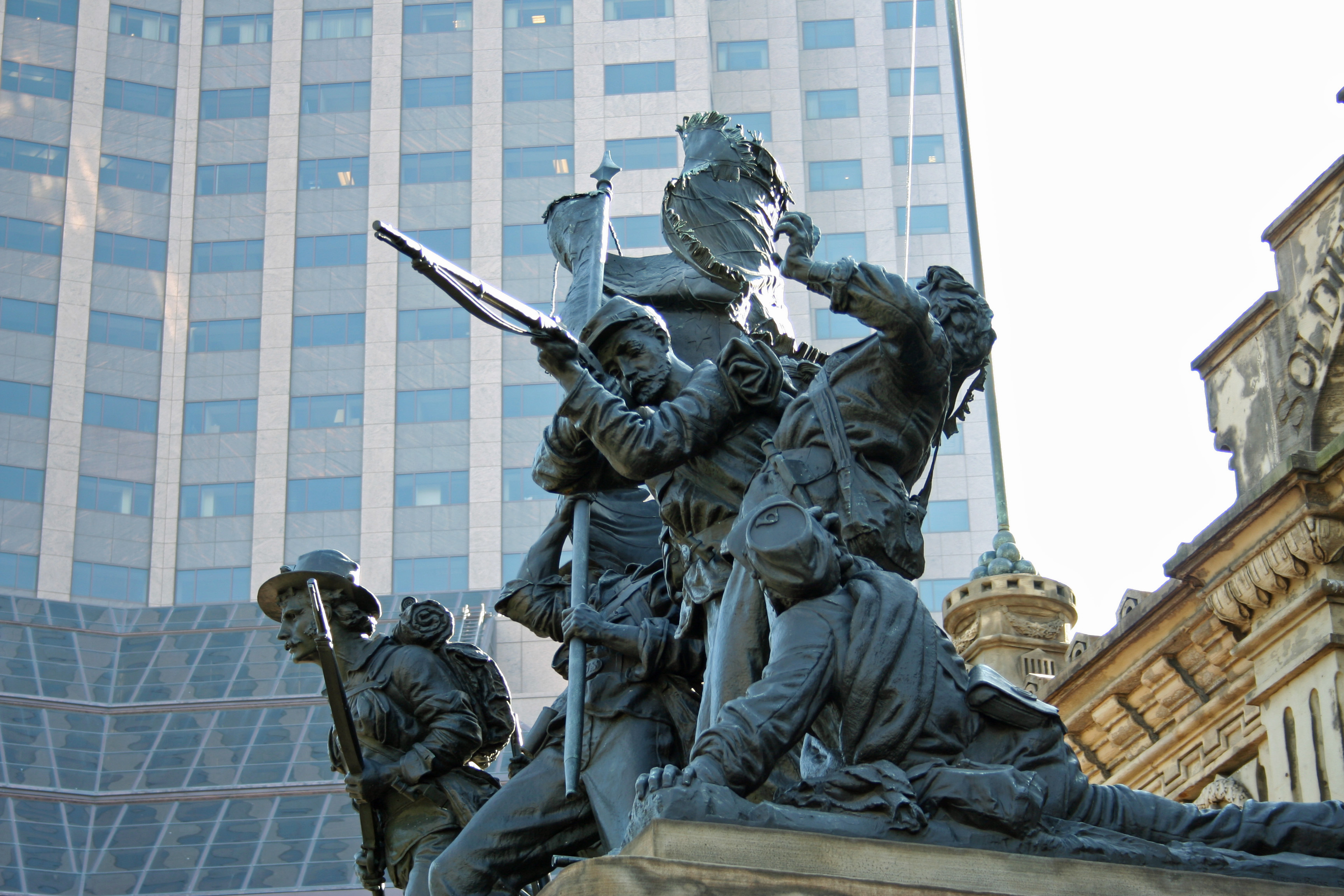
«Памятник солдатам и морякам»